# De Flitspuit
De Flitspuit was in de bezettingstijd, van juli 1942 tot juli 1943, een op Nederland gerichte kortegolfzender, waarmee getracht werd de Nederlandse bevolking een hart onder de riem te steken. De plannen voor de zender werden uitgewerkt door journalist Meyer Sluyser, destijds medewerker van de Nederlandse Regeringsvoorlichtingsdienst in Londen. De zender wekte de indruk dat hij ergens in bezet gebied stond, de bezetter had vrij snel vastgesteld dat het radiosignaal uit Engeland kwam.